# نتائج منتخب السعودية لكرة القدم 2017
فيما يلي موجز لنتائج منتخب السعودية لكرة القدم لعام 2017.

## المنتخب الأول لكرة القدم

### الهدافين
| اللاعب             | الأهداف |
| ------------------ | ------- |
| محمد السهلاوي      | 4       |
| ناصر الشمراني      | 3       |
| سالم الدوسري       | 2       |
| سلمان المؤشر       | 2       |
| عبد المجيد الرويلي | 1       |
| فهد المولد         | 1       |
| مختار فلاته        | 1       |
| نواف العابد        | 1       |
| محمد البريك        | 1       |
| عبد الله الجوعي    | 1       |
| يحيى الشهري        | 1       |
| سلمان الفرج        | 1       |
| هزاع الهزاع        | 1       |

### المدربين
| الاسم              | المواطنة          | الفترة                      | المباريات | الانتصارات | التعادلات | الخسائر | التشريفات |
| ------------------ | ----------------- | --------------------------- | --------- | ---------- | --------- | ------- | --------- |
| بيرت فان مارفيك    | هولندا            | سبتمبر 2015 – سبتمبر 2017   | 7         | 4          | 1         | 2       |           |
| إدغاردو باوزا      | الأرجنتين         | سبتمبر 2017 إلى نوفمبر 2017 | 5         | 2          | 0         | 3       |           |
| خوان أنطونيو بيتزي | إسبانيا الأرجنتين | نوفمبر 2017 – يناير 2019    | 3         | 1          | 1         | 1       |           |

### المباريات الودية
| مباراة ودية 10 يناير 2017 | السعودية | 0–0   | سلوفينيا | أبو ظبي، الإمارات العربية المتحدة                                                                            |
| 19:00 ت ع م+4             |          | تقرير |          | الملعب: ستاد مدينة زايد الرياضية الحضور: 500 الحكم: عمار الجنيبي (اتحاد الإمارات العربية المتحدة لكرة القدم) |

| مباراة ودية 14 يناير 2017 | السعودية | 7–2   | كمبوديا                       | أبو ظبي، الإمارات العربية المتحدة                                                                |
| 19:00 ت ع م+3             | * ناصر الشمراني 23' (ركلة.)، 28'، 37' - محمد السهلاوي 49' (ركلة.)، 79' (ركلة.) - حسين المقهوي 63' - عبد المجيد الرويلي 80' | تقرير | * Laboravy 19' - Sokpheng 38' | الملعب: ستاد مدينة زايد الرياضية الحكم: Hamad Al Ali (اتحاد الإمارات العربية المتحدة لكرة القدم) |

| مباراة ودية 7 أكتوبر 2017 | السعودية                                                                                                 | 5–2   | جامايكا                                  | جدة، السعودية |
| 20:15 ت ع م+3             | * سالم الدوسري 22' - هزاع الهزاع 37' - سلمان الفرج 44' (ركلة.) - محمد البريك 47' - عبد الله الجوعي 90+1' | تقرير | * Hardware 34' - مارفن مورغان جونيور 67' | الملعب: مدينة الملك عبد الله الرياضية الحضور: 8,226 الحكم: Sultan Al Marzouqi (اتحاد الإمارات العربية المتحدة لكرة القدم) |

| مباراة ودية 10 أكتوبر 2017 | السعودية | 0–3   | غانا                                                   | جدة، السعودية |
| 20:15 ت ع م+3              |          | تقرير | * Nuhu 44' - أسامة هوساوي 68' (ه.ذ.) - توماس بارتي 89' | الملعب: مدينة الملك عبد الله الرياضية الحضور: 13,707 الحكم: Sultan Al Marzouqi (اتحاد الإمارات العربية المتحدة لكرة القدم) |

| مباراة ودية 7 نوفمبر 2017 | لاتفيا | 0–2   | السعودية                            | لشبونة، البرتغال               |
| 18:00 ت ع م+1             |        | تقرير | * علي الزقعان 38' - مختار فلاته 44' | الملعب: الملعب الوطني (لشبونة) |

| مباراة ودية 10 نوفمبر 2017 | البرتغال                                                    | 3–0   | السعودية | فيسيو، البرتغال                                                                               |
| 21:45 ت ع م+1              | * مانويل فيرنانديز 33' - غونسالو غيديس 52' - جواو ماريو 90' | تقرير |          | الملعب: Estádio do Fontelo الحضور: 6,778 الحكم: Sebastian Colțescu (اتحاد رومانيا لكرة القدم) |

| مباراة ودية 13 نوفمبر 2017 | بلغاريا             | 1–0   | السعودية | لشبونة، البرتغال                                                                      |
| 18:00 ت ع م+1              | * إيفيلين بوبوف 81' | تقرير |          | الملعب: ملعب دو ريستيلو الحضور: 80 الحكم: Fábio Veríssimo (اتحاد البرتغال لكرة القدم) |

### تصفيات كأس العالم 2018
| تصفيات كأس العالم لكرة القدم 2018 23 مارس 2017 | تايلاند | 0–3   | السعودية                                                             | بانكوك، تايلاند                                                                            |
| 19:00 ت ع م+7                                  |         | تقرير | *محمد السهلاوي 26' - تانابون كيسارات 84' (ه.ذ.) - سلمان المؤشر 90+2' | الملعب: ملعب راجامانغالا الحضور: 41,613 الحكم: علي عبد النبي (الاتحاد البحريني لكرة القدم) |

| تصفيات كأس العالم لكرة القدم 2018 28 مارس 2017 | السعودية         | 1–0   | العراق | جدة، السعودية                                                                                              |
| 20:30 ت ع م+3                                  | *يحيى الشهري 53' | تقرير |        | الملعب: مدينة الملك عبد الله الرياضية الحضور: 60,153 الحكم: فالنتين كوفالينكو (اتحاد أوزبكستان لكرة القدم) |

| تصفيات كأس العالم لكرة القدم 2018 8 يونيو 2017 | أستراليا                               | 3–2   | السعودية                                 | أديلايد، أستراليا                                                  |
| 19:30 ت ع م+9:30                               | * تومي يوريتش 7'، 36' - توم روغيتش 64' | تقرير | * سالم الدوسري 23' - محمد السهلاوي 45+2' | الحضور: 29,785 الحكم: رافشان إيرماتوف (اتحاد أوزبكستان لكرة القدم) |

| تصفيات كأس العالم لكرة القدم 2018 29 أغسطس 2017 | الإمارات العربية المتحدة                       | 2–1   | السعودية                  | العين (أبوظبي)، الإمارات العربية المتحدة                                                         |
| 20:30 ت ع م+4                                   | * علي مبخوت 21' - أحمد خليل (لاعب كرة قدم) 60' | تقرير | * نواف العابد 20' (ركلة.) | الملعب: استاد هزاع بن زايد الحضور: 10,221 الحكم: كيم جونغ-هيوك (اتحاد كوريا الجنوبية لكرة القدم) |

| تصفيات كأس العالم لكرة القدم 2018 5 سبتمبر 2017 | السعودية         | 1–0   | اليابان | جدة، السعودية                                                                                              |
| 20:30 ت ع م+3                                   | * فهد المولد 63' | تقرير |         | الملعب: مدينة الملك عبد الله الرياضية الحضور: 62,165 الحكم: فالنتين كوفالينكو (اتحاد أوزبكستان لكرة القدم) |

### كأس الخليج العربي 23
| كأس الخليج العربي 23 22 ديسمبر 2017 | الكويت                 | 1–2   | السعودية                             | مدينة الكويت، الكويت                                                                               |
| 18:30 ت ع م+3                       | * عبد الله البريكي 60' | تقرير | * سلمان المؤشر 13' - مختار فلاته 52' | الملعب: إستاد جابر الأحمد الدولي الحضور: 60,000 الحكم: علي عبد النبي (الاتحاد البحريني لكرة القدم) |

| كأس الخليج العربي 23 25 ديسمبر 2017 | الإمارات العربية المتحدة | 0–0   | السعودية | مدينة الكويت، الكويت                                                                            |
| 17:30 ت ع م+3                       |                          | تقرير |          | الملعب: إستاد جابر الأحمد الدولي الحضور: 47,556 الحكم: Aziz Asimov (اتحاد أوزبكستان لكرة القدم) |

| كأس الخليج العربي 23 28 ديسمبر 2017 | السعودية | 0–2   | عمان                    | مدينة الكويت، الكويت                                                              |
| 18:30 ت ع م+3                       |          | تقرير | * سعيد الرزيقي 58'، 77' | الملعب: ملعب نادي الكويت الحكم: هيتيكامكانامغي بيريرا (اتحاد سريلانكا لكرة القدم) |